# Гексан
Гексан — насичений вуглеводень C6H14;

## Властивості
Безбарвна рідина зі слабким запахом. Показник заломлення п20
D 1,37506.
Враховуючи низьке октанове число (25) н-гексан — небажана складова бензину.

## Графічне зображення
```
    H   H   H   H   H   H
    |   |   |   |   |   |
H - C - C - C - C - C - C - H
    |   |   |   |   |   |
    H   H   H   H   H   H
```

## Отримання гексану
Гексан міститься в значних кількостях у бензині прямої перегонки і крекінг-дистилятах нафти.

## Застосування
- В умовах ароматизації нафтопродуктів і каталітичного риформінгу н-гексан дегидроциклізується в бензол.
- 2,2-диметилбутан і 2,3-диметилбутан — використовуються як добавки до моторного палива, що покращують його якість.
- Застосовується при екстрагуванні рослинної олії
- Органічний розчинник
- Як знежирюючий агент
- Як неполярні розчини для проведення хімічних реакцій
- Як рідину в низькотемпературних термометрах
- У нафтовидобутку гексан — найкращий засіб для розчинення парафінових пробок.
- Застосовується гексан і в нанотехнології, зокрема нанопорошок заліза обов'язково змочують гексаном для запобігання самозайманню на повітрі

## Ізомерія
Гексан має п'ять ізомерів:
| Назва                          | Формула                 | Скелетна формула | Температура плавлення | Температура кипіння |
| н-Гексан                       | CH3—CH2—CH2—CH2—CH2—CH3 |                  | −95.3                 | 68.7                |
| 2-метилпентан (ізогексан)      | CH3—CH(CH3)—CH2—CH2—CH3 |                  | -153.7                | 60.3                |
| 3-Метилпентан                  | CH3—CH2—CH(CH3)—CH2—CH3 |                  | -118                  | 63.3                |
| 2,3-Диметилбутан (диізопропіл) | CH3—CH(CH3)—CH(CH3)—CH3 |                  | -128.5                | 58                  |
| 2,2-Диметилбутан (неогексан)   | CH3—C(CH3)2—CH2—CH3     |                  | −99.9                 | 49.73               |